# Eurytoma vitis
Eurytoma vitis är en stekelart som först beskrevs av Saunders 1869.  Eurytoma vitis ingår i släktet Eurytoma och familjen kragglanssteklar. Inga underarter finns listade i Catalogue of Life.